# Meixedo e Padornelos
Meixedo e Padornelos (oficialmente: União das Freguesias de Meixedo e Padornelos) é uma freguesia portuguesa do município de Montalegre, com 35,76 km² de área e 265 habitantes (censo de 2021). A sua densidade populacional é 7,4 hab./km².

## História
Foi criada aquando da reorganização administrativa de 2012/2013,  resultando da agregação das antigas freguesias de Meixedo e Padornelos.

## Demografia
A população registada nos censos foi:
| Distribuição da População por Grupos Etários | Distribuição da População por Grupos Etários | Distribuição da População por Grupos Etários | Distribuição da População por Grupos Etários | Distribuição da População por Grupos Etários | Distribuição da População por Grupos Etários |
| -------------------------------------------- | -------------------------------------------- | -------------------------------------------- | -------------------------------------------- | -------------------------------------------- | -------------------------------------------- |
| Antes da agregação                           |                                              |                                              |                                              |                                              |                                              |
| Ano                                          | 0-14 anos                                    | 15-24 anos                                   | 25-64 anos                                   | >= 65 anos                                   | Total                                        |
| 2001                                         | 33                                           | 49                                           | 161                                          | 143                                          | 386                                          |
| 2011                                         | 25                                           | 21                                           | 140                                          | 147                                          | 333                                          |
| Após a agregação                             |                                              |                                              |                                              |                                              |                                              |
| Ano                                          | 0-14 anos                                    | 15-24 anos                                   | 25-64 anos                                   | >= 65 anos                                   | Total                                        |
| 2021                                         | 16                                           | 12                                           | 111                                          | 126                                          | 265                                          |

## Localidades
A União de Freguesias é composta por quatro aldeias:
- Meixedo
- Codeçoso
- Padornelos
- Sendim